# Diane-Adélaïde de Mailly-Nesle

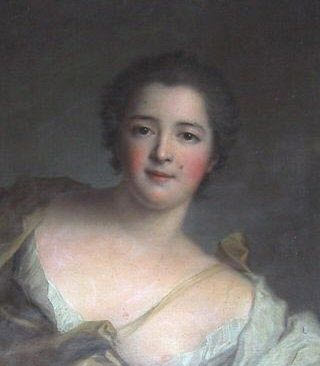
Diane-Adélaïde de Mailly-Nesle

Diane-Adélaïde de Mailly-Nesle, duchesse de Lauraguais (* 13. Januar 1714 in Paris; † 30. November 1769 ebenda) war eine Mätresse des französischen Königs Ludwig XV.

## Leben
Diane-Adélaïde war die dritte Tochter von Louis III. de Mailly (1689–1767) und seiner Frau Armande Félice de La Porte Mazarin (1691–1729), Enkelin von Hortensia Mancini. Ihre älteren Schwestern waren Louise Julie de Mailly-Nesle, comtesse de Mailly, Pauline-Félicité de Mailly-Nesle, marquise de Vintimille, ihre vier Jahre jüngere Schwester hieß Marie-Anne de Mailly-Nesle, duchesse de Châteauroux. Außer ihrer Schwester Hortense Félicité (1715–1799) dienten sie alle am französischen Hof und waren Mätressen des Königs. Mit der Fürsprache ihrer beiden Schwestern, Louise Julie und Pauline Félicité, kam Diane-Adélaïde nach Versailles. Sie stand als Ehrendame in den Diensten der Königin Maria Leszczyńska und so wurde Ludwig XV. auf sie aufmerksam und nahm sie als seine Mätresse, ohne die Beziehung zu den älteren Schwestern beendet zu haben. Die gemeinsame Verbringung einer Nacht des Königs mit Diane-Adélaïde und einer Schwester verursachte einen Skandal, der zur Entlassung Diane-Adélaïdes aus dem Dienst der Königin führte. Am 19. Januar 1742 heiratete Diane-Adélaïde de Mailly-Nesle in Paris den zur Exzentrik neigenden königlichen Berater Louis II. de Brancas, duc de Lauraguais (1714–1793). Das Domizil des Paares, das nun Palais Brancas-Lauraguais genannte Hôtel de Lassay, war eines der meist beachteten Privatbauten der Jahrhundertmitte. Diane-Adélaïde war bibliophil und hinterließ eine bedeutende Büchersammlung, deren Einbände das Wappen Diane Adélaïdes auf den Deckeln tragen.